# Staškovce
Staškovce és un poble i municipi d'Eslovàquia. Es troba a la regió de Prešov, al nord del país.

## Història
La primera referència escrita de la vila data del 1408.

## Demografia
| Godina             | 1994 | 2004   | 2014   | 2024  |
| ------------------ | ---- | ------ | ------ | ----- |
| Nombre de persones | 275  | 277    | 250    | 236   |
| Diferència         |      | +0,72% | −9,74% | −5,6% |

| Godina             | 2023 | 2024   |
| ------------------ | ---- | ------ |
| Nombre de persones | 242  | 236    |
| Diferència         |      | −2,47% |